# Abe Silverstein
Abraham Silverstein (Terre Haute, 15 settembre 1908 – Fairview Park, 1º giugno 2001) è stato un ingegnere statunitense che rivestí un ruolo molto importante nel programma spaziale americano.
Fu per lungo tempo manager della National Aeronautics and Space Administration (NASA) e della precedente National Advisory Committee for Aeronautics (NACA). Egli è stato importante nella pianificazione dei programmi Apollo, Ranger, Mariner, Surveyor, Voyager.
Nel 1997 ha vinto la "Daniel Guggenheim Medal"